# Bodianus speciosus
Bodianus speciosus е вид бодлоперка от семейство Labridae.

## Разпространение и местообитание
Видът е разпространен в Ангола, Бенин, Габон, Гамбия, Гана, Гвинея, Гвинея-Бисау, Демократична република Конго, Екваториална Гвинея, Западна Сахара, Испания, Кабо Верде, Камерун, Кот д'Ивоар, Либерия, Мавритания, Мароко, Нигерия, Португалия, Сао Томе и Принсипи, Сенегал, Сиера Леоне и Того.
Среща се на дълбочина от 16,5 до 48 m, при температура на водата от 19,2 до 24,2 °C и соленост 35,4 – 36,1 ‰.

## Описание
На дължина достигат до 50 cm.
Популацията на вида е намаляваща.